# Dois Irmãos
Dois Irmãos là một đô thị thuộc bang Rio Grande do Sul, Brasil. Đô thị này có diện tích 65,156 km², dân số năm 2007 là 24846 người, mật độ 381,33 người/km².